# RFC Xerxes in het seizoen 1957/58
Het seizoen 1957/1958 was het vierde jaar in het bestaan van de Rotterdamse betaaldvoetbalclub Xerxes. De club kwam uit in de Eerste divisie B en eindigde daarin op de 16e plaats, dit betekende dat de club rechtstreeks degradeerde naar de Tweede divisie. Tevens deed de club mee aan het toernooi om de KNVB beker, hierin werd in de tweede ronde verloren van Zeist (0–1).

## Wedstrijdstatistieken

### Eerste divisie B
|       | Eindhoven | Fortuna | Haarlem | Helmondia '55 | Hermes DVS | KFC   | Leeuwarden | Limburgia | RCH   | Rigtersbleek | SHS   | Sittardia | Stormvogels | De Volewijckers | Wageningen |
| ----- | --------- | ------- | ------- | ------------- | ---------- | ----- | ---------- | --------- | ----- | ------------ | ----- | --------- | ----------- | --------------- | ---------- |
| Thuis | 2 – 0     | 0 – 2   | 2 – 3   | 0 – 2         | 3 – 1      | 0 – 2 | 3 – 4      | 1 – 1     | 1 – 3 | 4 – 1        | 4 – 4 | 1 – 3     | 1 – 3       | 4 – 1           | 1 – 1      |
| Uit   | 1 – 0     | 2 – 2   | 2 – 0   | 1 – 0         | 1 – 2      | 2 – 2 | 1 – 0      | 4 – 0     | 2 – 0 | 0 – 0        | 3 – 0 | 4 – 2     | 4 – 0       | 3 – 0           | 3 – 4      |

### KNVB beker
| 1e ronde                                  | Xerxes                | 1 – 0 (0 – 0) | Gouda  |
| 30 april 1958 Plaats: Rotterdam Xerxesweg | Albert Ravenstein 50' |               |        |
| 2e ronde                                  | Zeist                 | 1 – 0 (0 – 0) | Xerxes |
| 11 mei 1958 Plaats: Zeist Koeburgweg      | Wim van de Flier 75'  |               |        |

## Statistieken Xerxes 1957/1958

### Eindstand Xerxes in de Nederlandse Eerste divisie B 1957 / 1958
| Stand | Gespeeld | Gewonnen | Gelijk | Verloren | Punten | Doelpunten voor | Doelpunten tegen |
| ----- | -------- | -------- | ------ | -------- | ------ | --------------- | ---------------- |
| 16e   | 30       | 6        | 6      | 18       | 18     | 39              | 64               |

### Topscorers
| #                    | Naam            | Goal |
| -------------------- | --------------- | ---- |
| 1.                   | Jan Engelman    | 12   |
| 2.                   | Jan Hendriks    | 10   |
| 3.                   | Wim Kok         | 3    |
| 3.                   | Arie Molenbeek  | 3    |
| 5.                   | John Lebbink    | 2    |
| 5.                   | Hans Rijshouwer | 2    |
| 5.                   | John de Rot     | 2    |
| 8.                   | Jacob Kanters   | 1    |
| 8.                   | Hans Koers      | 1    |
| 8.                   | Jan Middeldorp  | 1    |
| Onbekende doelpunten |                 |      |
| –                    | Onbekend        | 2    |
| Totaal               | Totaal          | 39   |

| #      | Naam              | Goal |
| ------ | ----------------- | ---- |
| 1.     | Albert Ravenstein | 1    |
| Totaal | Totaal            | 1    |